# Powiat Higashikamo
Powiat Higashikamo (jap. 東加茂郡 Higashikamo-gun) – dawny powiat w Japonii, w prefekturze Aichi. W 2005 roku liczył 20 989 mieszkańców.

## Historia[2]

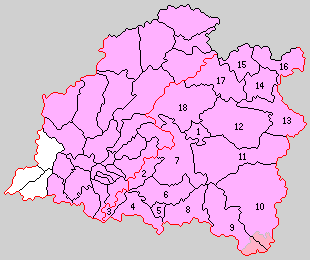
Powiat Higashikamo (1–30 – 1889 r.)

Powiat został założony 20 grudnia 1878 roku w wyniku podziału powiatu Kamo na dwa mniejsze. Wraz z utworzeniem nowego systemu administracyjnego 1 kwietnia 1889 roku powiat Higashikamo został podzielony na 18 wiosek.
- 17 grudnia 1890 – wioska Asuke zdobyła status miejscowości. (1 miejscowość, 17 wiosek)
- 2 lutego 1893 – z części wsi Kamo powstała wioska Yamato. (1 miejscowość, 18 wiosek)
- 4 czerwca 1894 – z części wsi Asuri powstała wioska Mizuho. (1 miejscowość, 19 wiosek)
- 1 maja 1906 – miały miejsce następujące połączenia: (1 miejscowość, 6 wiosek)
  - wioski Asuri, Mizuho, Yamato → wioska Asuri,
  - wioski Kamo, Isegami, Kanazawa (część) → wioska Kamo,
  - wioski Morioka, Kanazawa (część), Hozumi (część), Toyosaka (część) → wioska Morioka,
  - wioski Matsudaira, Hozumi (część), Toyosaka (część), Ogawa, Shiga → wioska Matsudaira,
  - wioski Shimoyama, Ōnuma, Tomiyoshi → wioska Shimoyama,
  - wioski Nomi, Ikoma, Kengi, Tsukuba → wioska Asahi.
- 1 lutego 1948 – część wsi Shimoyama została włączona w teren wioski Tsukude (z powiatu Minamishitara).
- 1 kwietnia 1955: (1 miejscowość, 3 wioski)
  - miejscowość Asuke powiększyła się o tereny wiosek Morioka, Kamo i Asuri.
  - wioska Asahi powiększyła się o część wioski Mino (powiat Ena, prefektura Gifu).
- 30 września 1956 – wioska Shimoyama powiększyła się o część wioski Shimoyama (z powiatu Nukata).
- 1 listopada 1961 – wioska Matsudaira zdobyła status miejscowości. (2 miejscowości, 2 wioski)
- 1 kwietnia 1967 – wioska Asahi zdobyła status miejscowości. (3 miejscowości, 1 wioska)
- 1 kwietnia 1970 – miejscowość Matsudaira została włączona w teren miasta Toyota. (2 miejscowości, 1 wioska)
- 1 października 2003 – miejscowość Inabu z powiatu Kitashitara została przeniesiona do powiatu Higashikamo. (3 miejscowości, 1 wioska)
- 1 kwietnia 2005 – miejscowości Asuke, Shimoyama i Inabu zostałhy włączone w teren miasta Toyota. W wyniku tego połączenia powiat został rozwiązany.